# Ein Schrei in der Dunkelheit
Ein Schrei in der Dunkelheit ist ein US-amerikanisch-australisches Filmdrama aus dem Jahr 1988, das auf einer wahren Begebenheit beruht. Das Drehbuch stützt sich dabei auf den Roman Evil Angels von John Bryson.

## Handlung
Michael Chamberlain ist Pastor der protestantischen Freikirche der Siebenten-Tags-Adventisten in Australien. Mit seiner Frau Lindy, seinen beiden Söhnen und der neun Wochen alten Tochter Azaria macht er einen Campingurlaub am Ayers Rock. An einem Abend, das Baby schläft im Zelt, ist die Familie mit anderen Campern bei einem Barbecue, als ein Schrei ertönt. Lindy kehrt zum Zelt zurück, um nach ihrer Tochter zu sehen. Sie ist sicher, dass sie einen Dingo gesehen hat, der etwas im Maul mit sich fortgeschleppt hat. Lindy geht ins Zelt und sieht, dass Azaria verschwunden ist. Alle im Campinglager machen sich auf die Suche nach dem Kind, bleiben jedoch erfolglos.
Bald stellt sich die Öffentlichkeit gegen die Chamberlains, bedingt durch Lindys scheinbare Kaltherzigkeit. Gerüchte und Gerede machen die Runde und werden kurz darauf für die Wahrheit angesehen. Die Öffentlichkeit weiß nur wenig über Adventisten. Als sich herausstellt, dass der Name Azaria mit „in der Wildnis geopfert“ übersetzt wird, werden die Chamberlains verdächtigt, ihr eigenes Kind bei einem bizarren religiösen Ritual geopfert zu haben. Ungewöhnliche Indizien (Michael benutzt eine hölzerne Urne für die Zigarettenstummel seiner Gemeindemitglieder) führen dazu, dass die Untersuchung des Falls neu aufgerollt wird.
Lindy wird des Mordes an ihrem Kind beschuldigt. Sie ist im siebten Monat schwanger und weigert sich, auf das Drängen ihres Anwaltes einzugehen, sich mit dem Richter und der Jury gut zu stellen. Sie bleibt emotionslos im Gerichtssaal sitzen und überzeugt die Anwesenden davon, die Mörderin zu sein. Während des Prozesses werden Michaels Glaube und seine Loyalität zu seiner Frau erschüttert. Im Oktober 1982 wird Lindy für schuldig befunden und zu lebenslanger Haft verurteilt. Michael wird der Beihilfe für schuldig befunden und zu 18 Monaten auf Bewährung verurteilt.
Drei Jahre später wird nach der Leiche eines vom Ayers Rock abgestürzten Engländers gesucht. Dabei findet die Polizei ein Stück von einer Jacke in einer Dingo-Höhle. Das Stück wird als Teil der Jacke identifiziert, die Azaria zum Zeitpunkt ihres Verschwindens getragen hat. Lindy wird sofort aus der Haft entlassen und der Fall neu aufgerollt.

## Kritik
Das Lexikon des internationalen Films schreibt über den Film: „Zugunsten der dokumentarischen Genauigkeit verzichtet der Film auf die sonst übliche emotionale Dramatisierung. Durch seine strenge Orientierung an den Fakten wirkt die zutage tretende Anklage der Medien als den eigentlichen Urhebern der Tragödie um so eindringlicher.“
Die Zeitschrift Cinema sieht in dem Film eine „bewegende Chronik eines Medienskandals.“
Die Variety beschreibt den Film als klassisches und verstörendes Drama, das einen sonderbaren und unlogischen Mordfall in unglaublich tiefen Details nacherzähle.
Roger Ebert von der Chicago Sun-Times hebt besonders die Leistung von Meryl Streep hervor, die die Herausforderung, eine sonderbare Person sympathisch erscheinen zu lassen, glänzend bestehe.

## Auszeichnungen
Der Film wurde für zahlreiche Preise nominiert, von denen er einige auch gewann.
Den AFI-Award des Australian Film Institute gewannen Verity Lambert (Bester Film), Sam Neill (Bester Hauptdarsteller), Meryl Streep (Beste Hauptdarstellerin), Fred Schepisi (Beste Regie) und Fred Schepisi zusammen mit Robert Caswell (Beste Drehbuch-Adaption). Nominiert waren zudem Jull Bilcock (Bester Schnitt), Bruce Smeaton (Beste Originalmusik) und Craig Carter, Terry Rodman und Peter Fenton (Bester Ton)
Der New York Film Critics Circle vergab an Meryl Streep den Preis als beste Hauptdarstellerin. Der Film gewann zudem den Political Film Society Award für Exposé.
Meryl Streep wurde auch bei den Internationalen Filmfestspielen von Cannes als Beste Darstellerin ausgezeichnet. Dazu war der Film für die Goldene Palme nominiert.
Zwei weitere Nominierung gab es für Meryl Streep, 1989 jeweils für den Oscar und für den Golden Globe. Für den Golden Globe gab es noch drei weitere Nominierungen: als Bestes Filmdrama, für die beste Regie und für das beste Drehbuch.

## Hintergrund
Die Handlung von Ein Schrei in der Dunkelheit folgt einer wahren Begebenheit, dem Verschwinden des Babys Azaria  im August 1980 und der dreijährigen Inhaftierung der Mutter Lindy Chamberlain. Vollends rehabilitiert wurde sie erst im Jahr 2012.
Gedreht wurde in Australien am Ayers Rock, Mt. Uluru, in Alice Springs und Melbourne. Die Premiere fand in Australien am 3. November und in den USA am 11. November 1988 statt. In Deutschland war der Film erstmals am 25. Mai 1989 in den Kinos zu sehen.
Das Budget des Films wird auf ca. 15 Millionen US-Dollar geschätzt. An den US-amerikanischen Kinokassen spielte er jedoch nur rund die Hälfte wieder ein.